# Dark Horse (Nickelback)
Dark Horse е шестият албум на канадската рок група „Никълбек“ (Nickelback). Той е издаден на 17 ноември 2008 година в Европа и на 18 ноември 2008 в САЩ. Продуцент на албума е Робърт Лен (известен още като Мът Лен), който е работил с групи като Ей Си/Ди Си, Деф Лепард, Брайън Адамс и Шаная Туейн и други.
Първият сингъл от Dark Horse е песента Gotta Be Somebody, която на 29 септември 2008 е официално пусната за безплатно сваляне в Интернет за 24 часа. Песента If Today Was Your Last Day е първоначално замислена да бъде пилотен сингъл, но в последната минута това решение е отменено. На 28 октомври в американския онлайн музикален магазин „айТюнс“ е пусната песента „Something In Your Mouth“, която на 15 декември започва да се върти по американските радиостанции за рокмузика като официален втори сингъл.

## Песни
1. „Something In Your Mouth“ 3:38
2. „Burn It To The Ground“ 3:28
3. „Gotta Be Somebody“ 4:13
4. „I'd Come For You“ 4:22
5. „Next Go Round“ 3:43
6. „Just To Get High“ 4:02
7. „Never Gonna Be Alone“ 3:47
8. „Shakin' Hands“ 3:39
9. „S.E.X“ 3:55
10. „If Today Was Your Last Day“ 4:07
11. „This Afternoon 4:34